# Ignatius Kung Pin-Mei
Ignatius Kung Pin-Mei (vereenvoudigd Chinees: 龚品梅; traditioneel Chinees: 龔品梅; pinyin: Gōng Pǐnméi) (Pudong, Shanghai, 2 augustus 1901  – Stamford (Connecticut), 12 maart 2000) was een katholiek bisschop van Shanghai (China).  Hij spendeerde 30 jaar van zijn leven achter de tralies in Chinese gevangenissen omdat hij het aandurfde kritiek uit te brengen op de controle die het communistisch regime van China probeert uit te oefenen op de Katholieke Kerk door middel van de Chinese Katholieke Patriottische Vereniging.
Terwijl hij een gevangenisstraf uitzat, werd hij door paus Johannes Paulus II in pectore kardinaal gecreëerd tijdens een consistorie in 1979. Nadat hij in 1986 werd vrijgelaten, bleef hij onder huisarrest tot 1988. Kardinaal Kung zelf wist niet dat hij kardinaal gecreëerd was totdat hij een persoonlijke ontmoeting had met paus Johannes Paulus in Vaticaanstad in 1988. Op 29 juni 1991 ontving hij van de paus zijn rode bonnet.
Hij stierf in 2000 op 98-jarige leeftijd aan de gevolgen van maagkanker.

## Trivia
Ignatius Kung Pin-Mei was een van de vier kardinalen die tijdens het pontificaat van paus Johannes Paulus II in pectore werden benoemd.